# Courcelles-le-Roi
Courcelles-le-Roi ist eine französische Gemeinde mit 318 Einwohnern (Stand 1. Januar 2022) im Département Loiret in der Region Centre-Val de Loire. Sie gehört zum Kanton Le Malesherbois und zum Arrondissement Pithiviers. 
Die ursprünglich mit dem Namen Courcelles bezeichnete Gemeinde änderte ihre Bezeichnung mit Erlass N° 2018-956 vom 5. November 2018 auf den aktuellen Namen Courcelles-le-Roi.

## Lage
Der Ort liegt am Fluss Rimarde.
Die Gemeinde grenzt im Norden an Yèvre-la-Ville, im Nordosten an Boynes, im Osten an Batilly-en-Gâtinais, im Süden an Nancray-sur-Rimarde und im Westen an Bouilly-en-Gâtinais.

## Bevölkerungsentwicklung
| Jahr      | 1962 | 1968 | 1975 | 1982 | 1990 | 1999 | 2008 | 2018 |
| --------- | ---- | ---- | ---- | ---- | ---- | ---- | ---- | ---- |
| Einwohner | 255  | 213  | 195  | 230  | 248  | 251  | 276  | 310  |

## Sehenswürdigkeiten
- Schloss von Courcelles mit Teilen aus dem 15. Jahrhundert, Monument historique[2]
- Kirche Saint-Jacques-le-Majeur und Kapelle Saint-Hubert mit Teilen aus dem 12. Jahrhundert, Monument historique[3]

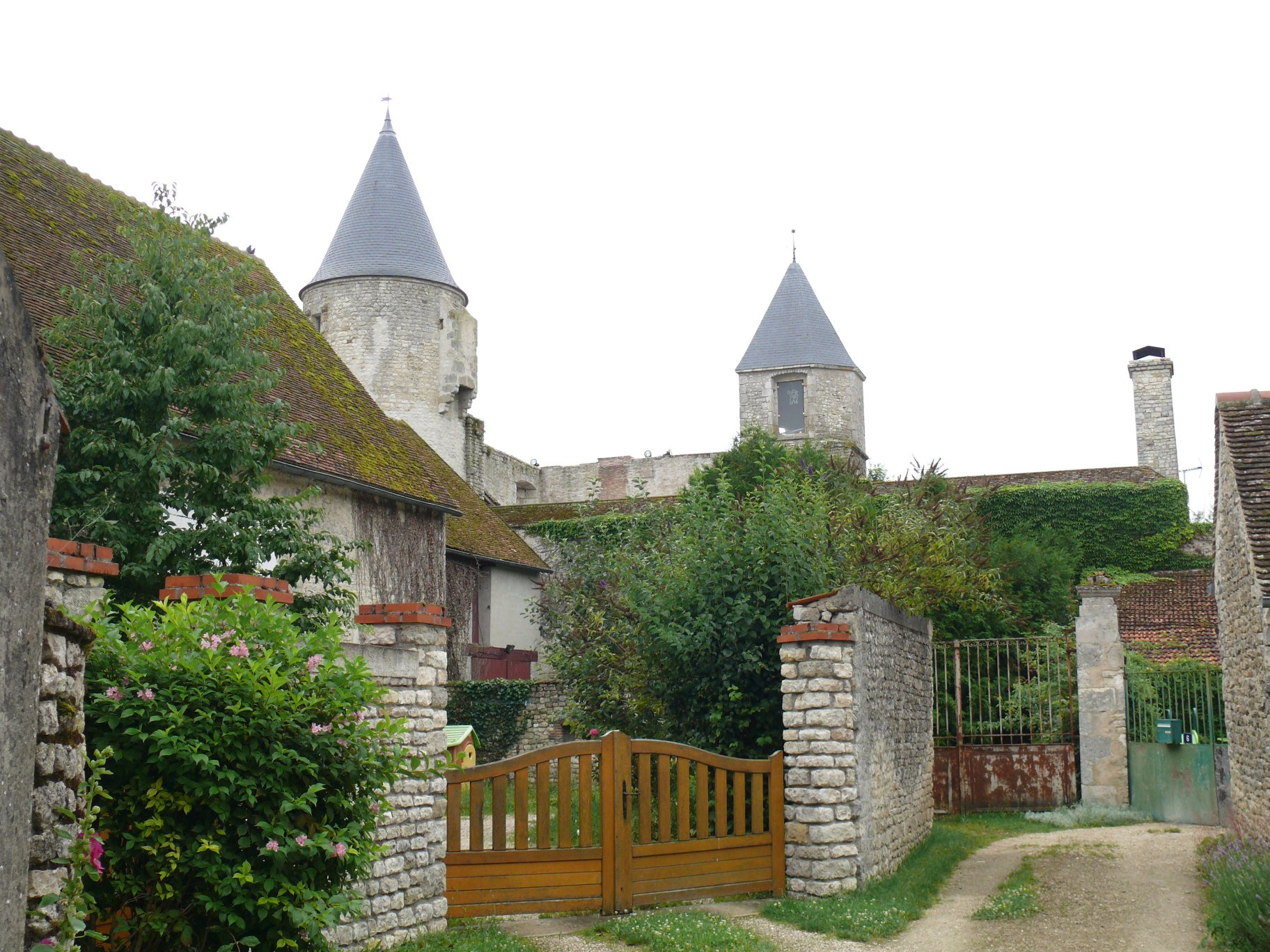
Schloss von Courcelles
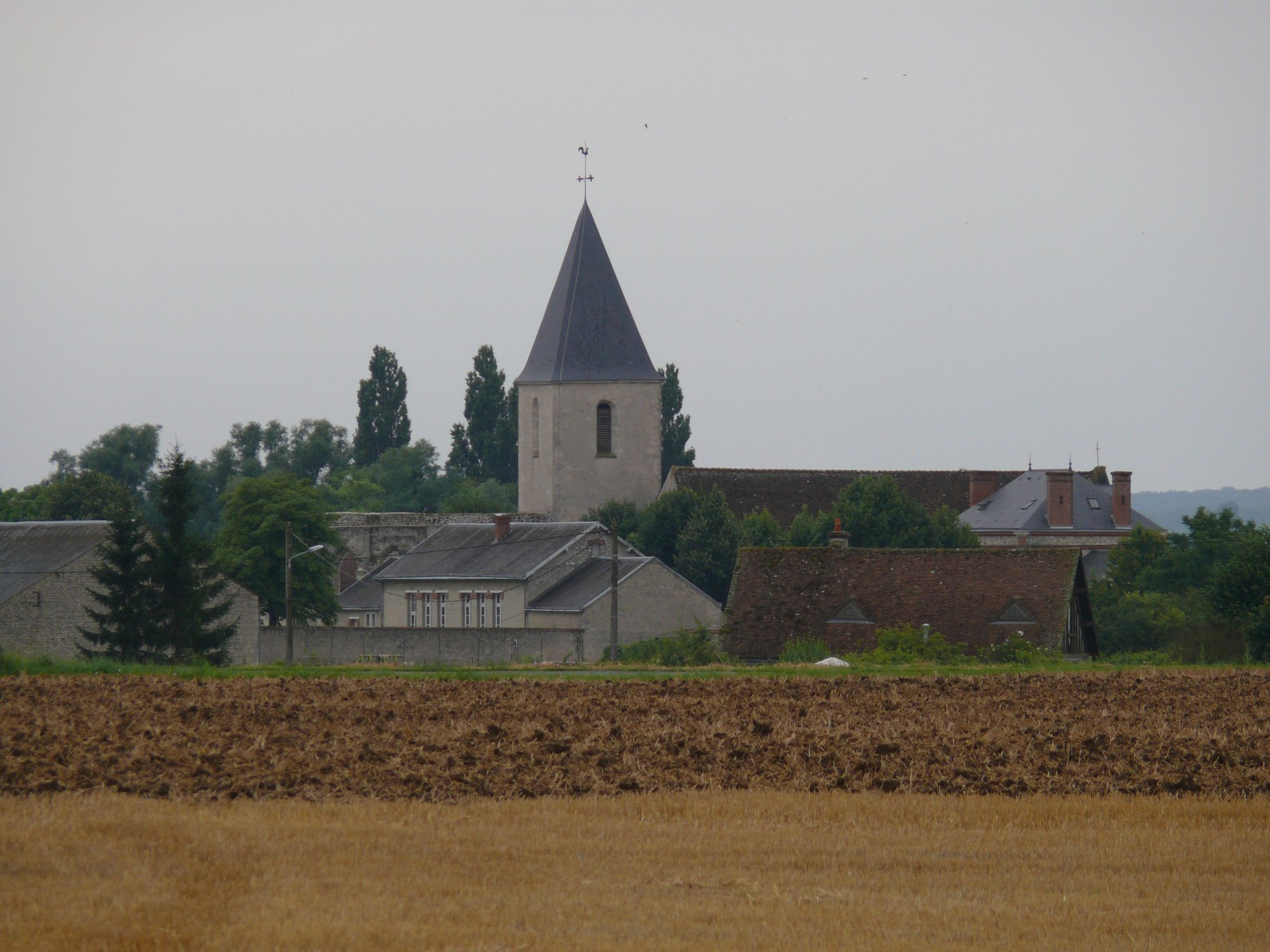
Kirche Saint-Jacques-le-Majeur
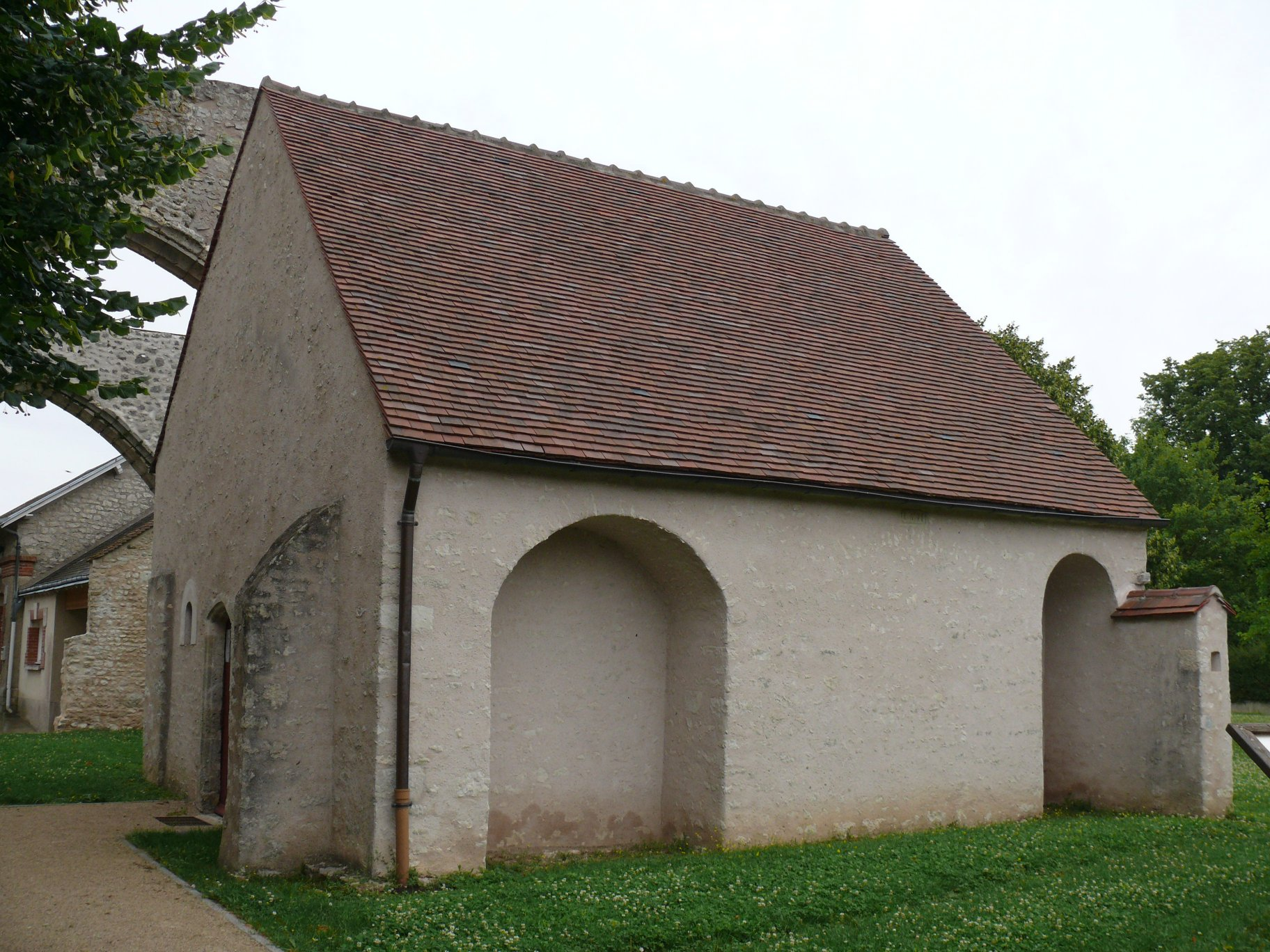
Kapelle Saint-Hubert